# Храчов Мурат Петрович
Мурат Петрович Храчов (рос. Мурат Петрович Храчев, нар. 25 липня 1983) — російський боксер-любитель, бронзовий призер Олімпійських ігор 2004 року. Заслужений майстер спорту Росії з боксу.

## Любительська кар'єра
Чемпіонат світу 2003 
- 1/16 фіналу. Програв Дільшоду Махмудову (Узбекистан) 22-43

 Олімпійські ігри 2004 
- 1/16 фіналу. Переміг Чена Гонгжоу (Китай) 40-29
- 1/8 фіналу. Переміг Ентоні Літтла (Австралія) RSC
- 1/4 фіналу. Переміг Сема Рукундо (Туреччина) 31-18
- 1/2 фіналу. Програв Маріо Кінделану (Куба) 18-31